# Domaine médiéval
Dans le contexte du Moyen Âge, une villa (du latin villa rustica) forme un domaine rural médiéval, c'est-à-dire une unité juridico-économique. Le domaine est établi sous l'autorité d'un seul propriétaire (en général membre de deux des trois ordres nouvellement établis : noblesse ou clergé). L’économie domaniale qui y est pratiquée est un système économique répandu en Europe durant la période suivant la chute de l'Empire romain d'Occident et précédant l'élaboration du système féodal. Le servage y remplace peu à peu l'esclavage, sauf dans certaines régions comme la Normandie où l'un et l'autre disparaissent.

## Histoire
L'organisation foncière n'était pas uniforme en Europe occidentale avant la chute de l'Empire romain, et l'hétérogénéité s'est accrue à sa chute. Certaines régions étaient fragmentées en de nombreuses propriétés individuelles. Dans d'autres, les grandes exploitations étaient la norme, sans exclure pour autant les exploitations individuelles. La population rurale n'était pas répartie de manière uniforme et des villages de plusieurs centaines d'habitants pouvaient cohabiter avec des fermes isolées dispersées dans toute la campagne.
Ces différences créèrent une grande variété de sociétés rurales et cela influa sur les relations de pouvoir ; certaines communautés étaient dominées par l'aristocratie tandis que d'autres disposaient d'une large autonomie.
Les villae gallo-romaines de la Gaule (hors de la périphérie méditerranéenne, soit, en gros, de la province de Narbonnaise) ne sont pas des imitations strictes du modèle prévalant en Italie. Elles présentent une organisation spatiale héritée des fermes gauloises antérieures à la conquête, caractérisée par la dispersion des bâtiments autour d'une très vaste cour centrale (qui contraste avec le plan « ramassé » des fermes italiennes). Les différences de plan observées à l'intérieur de la Gaule suggèrent le développement d'écoles régionales.
Dans les endroits où il est présent, le système romain du grand domaine (villa rustica), d’une superficie de deux à quatre mille hectares, résiste assez bien aux grandes invasions. Les terres du fisc impérial passent bien dans les mains du roi mais les grands propriétaires gallo-romains ont souvent conservé leurs domaines, organisés comme ils l'étaient sous l'Empire.
Ces domaines sont à l'origine des seigneuries médiévales.
Ces villae (cf. toponymes en -ville) ou curtis (cōrtem, cf. toponymes en -court), mérovingiennes et carolingiennes, rappellent le modèle des villae gallo-romaines de type latifundiaire. Elles serviront de matrice aux premières seigneuries ou fiefs locaux vivant en autarcie agricole et artisanale.
L'économie domaniale subsiste en Europe jusqu'au XIe siècle.

## Toponymie
Les formations toponymiques caractérisées par un appellatifs romans mont, val (du latin uallis, "vallée"), court (du latin médiéval curtis "cour"), etc. sont postérieures à la période gallo-romaine, ville ne fait pas exception.
Dans les chartes, pouillés et cartulaires rédigés en latin médiéval, l'appellatif toponymique villa est le plus souvent précédé ou suivi d'un anthroponyme germanique (sauf en Normandie où il s'agit le plus souvent d'un nom de personne scandinave ou anglo-saxon). Ce qui se traduit sur le terrain par des noms se terminant par -ville ou commençant par Ville-, dont la graphie initiale vile en langue d'oïl a été modifiée en ville d'après le latin. Dans les régions de langue occitane comme l'Auvergne, le Languedoc ou encore la Gascogne, cette terminaison apparait sous les formes -viàla / -vièla (-vielle, -fielle), voire -vila (francisé en -ville dans la région de Toulouse).
La forme Vilers est attestée en 1040-1046. Dérivé du latin villa, le bas latin villare, « village », et à l'origine des toponymes Villiers ou Villers, Villar, Villard dans les domaines occitan et franco-provençal.
Le mot maisnil qui a donné l'appellatif toponymique mesnil, maisnil, ménil désigne en langue d'oïl également un domaine rural, il est moins fréquent et ne recouvre pas totalement l'aire de diffusion des noms en -ville, il reste cantonné au nord du domaine d'oïl. Les premières formations en -mesnil sont contemporaines aux formations en -ville. En revanche, Mesnil- comme premier élément succède dans la création de toponymes à l'ancien français vile
.

## Organisation économique
Ce domaine est divisé en ager (champs cultivés) et saltus (pâturages). Il est divisé en réserve seigneuriale, qui dépend directement du seigneur et est exploité par les serfs, notamment au travers des corvées, et en tenures, cultivées par des paysans libres, des colons ou des serfs.
Les cultures sont organisées par surfaces de 5 à 30 ha, les « manses », supportant une famille.
Une villa, à l'époque carolingienne, se divise en un certain nombre de fermes appelées colonies (colonica).
L'exploitation peut en être confiée à des esclaves issus de la guerre et du commerce, fixés héréditairement à un lot de terre, mais également à des colons d’origine romaine, ou à des paysans libres. En cas d’insécurité, ils se regroupent dans des bourgades (vici). 
Les exploitations ont tendance à une relative autarcie, diversifiant leurs productions agricoles, exploitant les forêts qui gardent à l'époque un rôle nourricier non négligeable (cueillette, élevage porcin, chasse…) et produisant elles-mêmes la plupart des objets artisanaux dont elles ont besoin. La production de surplus agricoles n'est pas forcément très rentable et il n'y a pas de grand bénéfice à investir dans des équipements augmentant la productivité (charrues, moulins…). Les surplus de production y sont donc quasi inexistants, ce qui empêche tout développement économique. De même la main d'œuvre servile non intéressée au produit de son travail est peu efficace.
C'est un système peu développé, dont les résultats se révèlent être assez médiocres. Elle s'accompagne en effet d'une économie de subsistance, liée à l'autarcie et l'insécurité due aux divisions politiques de l'époque (micro-États, différences de lois, langues...).